# Cunetio
Cunetio war eine kleine römische Stadt in Britannien. Sie lag in der Nähe der heutigen englischen Ortschaft Mildenhall.
Über die Geschichte von Cunetio, das um die Mitte des 1. Jahrhunderts n. Chr. gegründet wurde, ist so gut wie nichts bekannt. Der Ort war anfangs offenbar ein Militärposten; er lag an einer wichtigen Verkehrsroute und erlebte im 2. und 3. Jahrhundert eine Blütezeit. Er wird im Itinerarium Antonini erwähnt und verfügte über ein nahezu rechtwinkliges Straßennetz, was für eine planmäßige Anlage spricht. Wahrscheinlich war die Ortschaft ein lokales Handelszentrum und spielte eine Rolle für die Steuererhebung. 1978 fand man in Cunetio einen sehr großen, aus etwa 55.000 römischen Münzen bestehenden Schatz aus dem späten 3. Jahrhundert. Der Cunetio-Hort, der überwiegend Geldstücke von sehr geringem Wert umfasst, befindet sich im British Museum. 
In der Spätantike wurde Cunetio mit einer mächtigen Stadtmauer umgeben, die nur teilweise dasselbe Areal umfasste wie die Stadt des 2. und 3. Jahrhunderts. Die letzten in Cunetio gefundenen Münzen stammen aus dem frühen 5. Jahrhundert; ob der Ort bereits damals verlassen oder zerstört wurde, ist bislang unklar. Sollte die Hauptfunktion des Ortes in spätrömischer Zeit die eines Verwaltungszentrums gewesen sein, so könnte dies erklären, warum er nach dem Ende der weströmischen Herrschaft aufgegeben wurde. Da der größte Teil von Cunetio daher in Mittelalter und Neuzeit nicht überbaut wurde, stellt die kleine Siedlung eine wichtige archäologische Stätte dar. 